# Europameisterschaften im Modernen Fünfkampf 2003
Die Europameisterschaften im Modernen Fünfkampf 2003 wurden, wie schon bei der Austragung im Vorjahr, in Ústí nad Labem, Tschechien, ausgetragen.

## Herren

### Einzel
| Platz | Land    | Sportler           |
| ----- | ------- | ------------------ |
| 1     | Litauen | Edvinas Krungolcas |
| 2     | Italien | Andrea Valentini   |
| 3     | Belarus | Dsmitryj Meljach   |

### Mannschaft
| Platz | Land       | Sportler                                        |
| ----- | ---------- | ----------------------------------------------- |
| 1     | Russland   | Andrei Moissejew Alexei Lebedinez Alexei Turkin |
| 2     | Ungarn     | Gábor Balogh Viktor Horváth Ákos Kállai         |
| 3     | Tschechien | Libor Capalini Michal Michalík Michal Sedlecký  |

### Staffel
| Platz | Land     | Sportler                                       |
| ----- | -------- | ---------------------------------------------- |
| 1     | Ungarn   | Sándor Fülep Viktor Horváth Ákos Kállai        |
| 2     | Belarus  | Pawal Douhal Dsmitryj Meljach Aleksandr Bysov  |
| 3     | Schweden | Erik Johansson Anders Marcusson Michael Brandt |

## Damen

### Einzel
| Platz | Land                   | Sportlerin       |
| ----- | ---------------------- | ---------------- |
| 1     | Vereinigtes Königreich | Georgina Harland |
| 2     | Ungarn                 | Zsuzsanna Vörös  |
| 3     | Polen                  | Paulina Boenisz  |

### Mannschaft
| Platz | Land                   | Sportlerinnen                                    |
| ----- | ---------------------- | ------------------------------------------------ |
| 1     | Ungarn                 | Zsuzsanna Vörös Csilla Füri Bea Simóka           |
| 2     | Polen                  | Paulina Boenisz Edyta Małoszyc Magdalena Sędziak |
| 3     | Vereinigtes Königreich | Georgina Harland Sian Lewis Sarah Langridge      |

### Staffel
| Platz | Land       | Sportlerinnen                                          |
| ----- | ---------- | ------------------------------------------------------ |
| 1     | Ungarn     | Zsuzsanna Vörös Csilla Füri Bea Simóka                 |
| 2     | Italien    | Claudia Corsini Sara Bertoli Giulia Cafiero            |
| 3     | Tschechien | Alexandra Kalinovská Lucie Grolichová Olga Voženílková |

## Medaillenspiegel
| Platz | Land                   | Goldmedaille | Silbermedaille | Bronzemedaille |
| 1     | Ungarn                 | 3            | 2              | –              |
| 2     | Vereinigtes Königreich | 1            | –              | 1              |
| 3     | Litauen                | 1            | –              | –              |
| 3     | Russland               | 1            | –              | –              |
| 5     | Vereinigtes Königreich | –            | 2              | –              |
| 6     | Polen                  | –            | 1              | 1              |
| 6     | Belarus                | –            | 1              | 1              |
| 8     | Tschechien             | –            | –              | 2              |
| 9     | Schweden               | –            | –              | 1              |